# Безден
Бе́зден (болг. Безден) — село в Софійській області Болгарії. Входить до складу общини Костинброд.

## Населення
За даними перепису населення 2011 року у селі проживали 247 осіб, усі — болгари.
Розподіл населення за віком у 2011 році:
Динаміка населення: